# Selección de rugby de Zimbabue
La selección de rugby de Zimbabue es el conjunto representativo de ese país africano en rugby.

## Reseña histórica
Es considerada como una selección de tercer nivel. A pesar de esta clasificación, el equipo ha participado en actividades de rugby desde el siglo XIX (cuando el país se llamaba Rhodesia del Sur) con encuentros internacionales jugados desde la década de 1910 y supieron ser protagonistas en el deporte hasta los años 80. En su historial, se destacan encuentros con grandes resultados frente a otras naciones y potencias del rugby: consiguió una victoria y un empate frente a los All Blacks en 1949 (no hubo jugadores maoríes debido a las reglas del apartheid). Contra los neozelandeses jugaron un total de 5 encuentros y tienen el honor de ser parte de las únicas 8 naciones que lograron vencer a Los All Blacks. Más tarde  se midieron frente a Los Pumas argentinos en 1965 obteniendo la victoria por 17-12 en su único enfrentamiento a la fecha. Lograron otra victoria frente a Italia en 1973 (42-4) y se añade a su historial un empate frente a Australia y otra igualdad ante Francia siendo sus mejores registros a la fecha. El equipo africano se conoce con el nombre de Sables por el antílope sable.
En 1980, el país de Rhodesia del Sur pasa a llamarse Zimbabue. En este período, el conjunto africano mantuvo su protagonismo y cosechó victorias entre las que destacan las obtenidas frente a Unión Soviética, España y sus rivales de Namibia.
La selección participó en las primeras dos copas del mundo. La primera en 1987 fue por invitación y la siguiente por vía de clasificación en 1991. Zimbabue no ganó ninguno de los partidos.
Tras la copa del mundo de 1991, la selección de Zimbabue experimentó un fuerte retroceso deportivo, en gran parte, debido a la crisis política y económica del país africano. 
En 2012 obtiene por primera vez el campeonato de África luego de vencer por 22 a 18 a Uganda, en 2024 volvió a coronarse campeón luego de vencer por 29 a 3 en la final al seleccionado de Argelia.
En julio de 2025, luego de coronarse campeón de la Rugby Africa Cup 2025 y luego de 34 años volvió a clasificar a la Copa Mundial de Rugby.

## Palmarés
- Rugby Africa Cup (3): 2012,[1] 2024,  2025.

- Africa Cup 1B (1): 2011

- Victoria Cup (2): 2011,[2] 2019.

- CARA Tournament: 1987[3]

## Participación en copas
| - Nueva Zelanda 1987: primera fase - Inglaterra 1991: primera fase - Sudáfrica 1995: no clasificó - Gales 1999: no clasificó - Australia 2003: no clasificó - Francia 2007: no clasificó - Nueva Zelanda 2011: no clasificó - Inglaterra 2015: no clasificó - Japón 2019: no clasificó - Francia 2023: no clasificó - Australia 2027: clasificado - Cup of Nations 2012: 3º puesto - Cup of Nations 2015: 4º puesto (último) - Cup of Nations 2016: 3º puesto - Tour de Argentina 1965: ganó (1 - 0) - Tour a Namibia 1995: perdió (1 - 0) - Tour de Namibia 1995: perdió (0 - 1) - Victoria Cup 2010: 3º puesto (último) - Victoria Cup 2011: Campeón - Victoria Cup 2019: Campeón - Tri Nations 2012: 3° puesto (último) - Tri Nations 2013: 2° puesto | - CAR 2000: 3º de grupo - CAR 2001: 3º de grupo - CAR 2002: 3º de grupo - CAR 2003: 3º de grupo - CAR 2004: 2º de Zona Sur - CAR 2005: 2º de grupo - Africa Cup 2006: 3º de grupo - Africa Cup 2007: 3º de grupo - Africa Cup 2008-09: 3º de grupo - Africa Cup 2010: 1º de grupo - Africa Cup 1A 2011: No participó - Africa Cup 1A 2012: Campeón invicto - Africa Cup 1A 2013: 2º puesto - Africa Cup 1A 2014: 2º puesto - Africa Cup 1A 2015: 2º puesto - Africa Cup 1A 2016: 4º puesto (último) - Rugby Africa Gold Cup 2017: 5º puesto - Rugby Africa Gold Cup 2018: 5º puesto - Rugby Africa Cup 2019-20: Torneo cancelado - Rugby Africa Cup 2021-22: 4º puesto - Rugby Africa Cup 2024: Campeón invicto - Rugby Africa Cup 2025: Campeón invicto - Africa Cup 1B 2011: Campeón invicto - CARA Tournament 1987: Campeón - Stellenbosch Challenge 2021: 2° puesto |

## Victorias destacadas
- Se consideran solo victorias ante naciones del Tier 1 ( participantes del Seis Naciones y del Rugby Championship).

Julio de 1949      -   Zimbabue 10-8 All Blacks
Mayo de 1965     -   Zimbabue 17-12 Argentina
Mayo de 1973     -   Zimbabue 42-4 Italia
Otros resultados destacados:
Julio de 1949      Zimbabue 3-3 All Blacks
Empates contra Francia y Australia (Sin datos)

## Zimbabue A
La Zimbabwe Rugby Union presentó en el 2015 una selección secundaria que compitió en la Africa Cup 1C, el tercer nivel de la Africa Cup mientras que su selección absoluta lo hizo en el primero (Africa Cup 1A). Aquel torneo fue un triangular en el que terminó último por perder frente a Nigeria y Zambia.